# Arctostaphylos pajaroensis
Arctostaphylos pajaroensis är en ljungväxtart som först beskrevs av J.E. Adams och Mcminn, och fick sitt nu gällande namn av J.E. Adams. Arctostaphylos pajaroensis ingår i släktet mjölonsläktet, och familjen ljungväxter. Inga underarter finns listade i Catalogue of Life.